# Wymondham, Leicestershire
Wymondham är en ort och civil parish i Storbritannien.   Den ligger i grevskapet Leicestershire och riksdelen England, i den sydöstra delen av landet, 140 km norr om huvudstaden London. Wymondham ligger 108 meter över havet och antalet invånare är 11 674.
Terrängen runt Wymondham är platt. Runt Wymondham är det ganska tätbefolkat, med 90 invånare per kvadratkilometer. Närmaste större samhälle är Grantham, 18,1 km norr om Wymondham. Trakten runt Wymondham består till största delen av jordbruksmark.